# Henri Pharaon
Henri Philippe Pharaon (* 1898 in Alexandria, Ägypten; † 6. August 1993 in Beirut) war ein libanesischer Politiker und Geschäftsmann syrischer Herkunft. Er spielte eine entscheidende Rolle bei der Sicherung der Unabhängigkeit des Libanon von Frankreich und diente als Außenminister und in anderen Kabinettspositionen. Im Jahr 1993 wurde er ermordet.

## Biografie
Der Sohn eines melkitisch-griechisch-katholischen Kaufmanns studierte nach dem Schulbesuch in der Schweiz Rechtswissenschaften an der Katholischen Universität Lyon.
Pharaon war in der Unabhängigkeitsbewegung des Libanon aktiv und gehört zu den Vätern der Souveränität des Libanon von Frankreich am 22. November 1943. Im Anschluss wurde er zum Mitglied der Nationalversammlung (Assemblée nationale du Liban) gewählt und gehörte dieser bis 1946 an. Von ihm stammte der Entwurf und das Design der Flagge des Libanon, die am 7. Dezember 1943 offiziell angenommen wurde.
Nach der Unabhängigkeit war er während der Amtszeit von Premierminister Riad as-Solh 1945 sowie erneut von 1946 bis 1947 Außenminister.
Obwohl er ein Gegner der französischen Kolonialherrschaft war, war er westlich orientiert und 1949 Gründer der pro-europäischen, nicht-arabischen Mittelmeerpartei während der heftigen Debatte der westlichen oder arabischen nationalen Identität des Landes, die knapp 30 Jahre später zu dem zwischen 1975 und 1990 dauernden Libanesischen Bürgerkrieg beitrug. Pharaon selbst war ein Verfechter einer Art „friedlichen Koexistenz“ zwischen Christen und Muslimen und versuchte daher Ende der 1950er Jahre während der Libanonkrise 1958 als Vermittler zwischen den prowestlichen und proarabischen Fraktionen zu vermitteln. Als er jedoch nicht in das 1958 gebildete Kabinett der Nationalen Aussöhnung von Premierminister Rashid Karami berufen wurde, zog er sich aus der Politik zurück.
In den folgenden 30 Jahren war er jedoch Leiter der Hafenbehörde von Beirut und wurde nicht nur ein erfolgreicher Geschäftsmann und Eigentümer des weltweit größten Pferderennstalls mit Araber-Pferden, sondern auch ein international angesehener Antiquitäten- und Kunstsammler.
Als er in seinem Hotelzimmer in Beirut tot aufgefunden wurde, wurde sein früherer Fahrer und Bodyguard wegen der Tat verhaftet. Als Motiv gab die Polizei einen Raubüberfall durch Pharaons ehemaligen Mitarbeiter an.